# Janusz Zakrzeński
Janusz Zakrzeński (8 de março de 1936 — 10 de abril de 2010) foi um ator de cinema e teatro polaco.
Foi uma das vítimas do acidente do Tu-154 da Força Aérea Polonesa.